# Giannino Pieralisi Volley 2003-2004
Questa voce raccoglie le informazioni riguardanti il Giannino Pieralisi Volley nelle competizioni ufficiali della stagione 2003-2004.

## Stagione
La stagione 2003-04 è per il Giannino Pieralisi Volley, sponsorizzato dalla Monte Schiavo e dalla Banca Marche, la terza consecutiva in Serie A1; in panchina arriva Giuseppe Cuccarini, mentre la rosa viene rafforzata con gli acquisti di Tatiana Artmenko, Magdalena Szryniawska, Logan Tom e Dan Wu, che si vanno ad unire alle riconfermate Elisa Togut, Manuela Leggeri, Marcela Ritschelová ed Eleonora Lo Bianco: tra le cessioni invece spiccano quelle di Carolina Costagrande e Prikeba Phipps.
Il campionato inizia con due vittorie consecutive, mentre la prima sconfitta arriva alla terza giornata conto la Pallavolo Chieri, seguita da un altro stop contro l'Asystel Volley: il resto del girone di andata è un alternarsi di successi e sconfitte che portano il club marchigiano all'ottavo posto in classifica. Nelle prime sette giornate del girone di ritorno, il Giannino Pieralisi Volley perde una sola partita, mentre nelle ultime quattro giornate delle reguar season, il successo arriva solo contro il Robursport Volley Pesaro, chiudendo al quinto posto in classifica. Nei quarti di finale dei play-off scudetto incontra la Pallavolo Sirio Perugia: dopo aver vinto gara 1 e perso gara 2 riesce a conquistare il passaggio del turno grazie alla vittoria di gara 3, in trasferta, al tie-break; in semifinale la sfida è contro il Volley Bergamo, il quale vince le tre gare necessarie per accedere alla finale.
Tutte le squadre partecipanti alla Serie A1 2003-04 sono qualificate di diritto alla Coppa Italia: grazie ai risultati ottenuti nella stagione 2002-03, la squadra di Jesi parte direttamente dai quarti di finale, venendo però immediatamente eliminata, sconfitta per 3-2 dalla Pallavolo Sirio Perugia.
Il secondo posto al termine delle regular season e l'eliminazione nei play-off scudetto nella stagione 2002-03 consente al Giannino Pieralisi Volley di partecipare alla Coppa CEV, partendo direttamente dagli ottavi di finale, evitando la fase a gironi: negli ottavi supera con una doppia vittoria il Racing Club Villebon 91, mentre nei quarti di finale ha la meglio sul Bayer 04 Leverkusen, qualificandosi per la Final Four di Treviglio. Superato in semifinale il Balakovskaja AĖS, perde la finale contro un'altra squadra italiana, il Volley Bergamo, per 3-2.

## Organigramma societario
Area direttiva
- Presidente: Gennaro Pieralisi

Area tecnica
- Allenatore: Giuseppe Cuccarini
- Allenatore in seconda: Gabriele Vasconi
- Assistente allenatore: Mario Fangareggi

Area sanitaria
- Medico: Daniele Lenti
- Fisioterapista: Gianni Serrani

## Rosa
| N° | Nome                  | Ruolo | Data di nascita  | Nazionalità sportiva |
| -- | --------------------- | ----- | ---------------- | -------------------- |
| 1  | Marina De Dominicis   | S     | 23 febbraio 1982 | Italia               |
| 2  | Ilijana Petkova       | C     | 10 novembre 1977 | Bulgaria             |
| 3  | Elisa Togut           | S/O   | 14 maggio 1978   | Italia               |
| 4  | Manuela Leggeri       | C     | 9 maggio 1976    | Italia               |
| 5  | Magdalena Szryniawska | P     | 17 novembre 1969 | Polonia              |
| 6  | Giulia Genangeli      | C     | 28 maggio 1983   | Italia               |
| 7  | Giulia Beccaceci      | C     | 27 marzo 1986    | Italia               |
| 8  | Dan Wu                | L     | 10 ottobre 1967  | Cina                 |
| 9  | Marcela Ritschelová   | C     | 9 ottobre 1972   | Rep. Ceca            |
| 11 | Logan Tom             | S     | 25 maggio 1981   | Stati Uniti          |
| 12 | Mariann Nagy          | S     | 2 luglio 1976    | Ungheria             |
| 13 | Giulia Bartolini      | C     | -                | Italia               |
| 14 | Eleonora Lo Bianco    | P     | 22 dicembre 1979 | Italia               |
| 15 | Sylvia Roll           | C     | 29 maggio 1974   | Germania             |
| 16 | Tatiana Artmenko      | S     | 2 settembre 1976 | Israele              |

## Mercato
| Acquisti | Acquisti              | Acquisti       | Acquisti   |
| R.       | Nome                  | da             | Modalità   |
| -------- | --------------------- | -------------- | ---------- |
| S        | Tatiana Artmenko      | Rio de Janeiro | definitivo |
| C        | Giulia Bartolini      | ?              | definitivo |
| C        | Giulia Beccaceci      | ?              | definitivo |
| S        | Mariann Nagy          | Tenerife       | definitivo |
| P        | Magdalena Szryniawska | BKS            | definitivo |
| S        | Logan Tom             | Minas          | definitivo |
| L        | Dan Wu                | ?              | definitivo |

| Cessioni | Cessioni                | Cessioni        | Cessioni   |
| R.       | Nome                    | a               | Modalità   |
| -------- | ----------------------- | --------------- | ---------- |
| S        | Carolina Costagrande    | Olimpia Ravenna | definitivo |
| L        | Evelyn Marinelli        | Libertas Rovigo | definitivo |
| P        | Alexandra Milosavlyević | ?               | definitivo |
| S        | Mariann Nagy            | Aragona         | definitivo |
| S        | Prikeba Phipps          | Minas           | definitivo |
| S        | Micaela Vogel           | Olimpia Ravenna | definitivo |

## Risultati

### Serie A1

#### Girone di andata
| 1ª giornata - 5 ottobre 2003 PalaTriccoli, Jesi                     | Giannino Pieralisi | 3 - 0 | Reggio Emilia        | 25-20, 26-24, 25-18               |
| 2ª giornata - 8 ottobre 2003 PalaDeAndrè, Ravenna                   | Olimpia Ravenna    | 2 - 3 | Giannino Pieralisi   | 22-25, 25-18, 25-21, 24-26, 7-15  |
| 3ª giornata - 11 ottobre 2003 PalaMaddalene, Chieri                 | Chieri             | 3 - 1 | Giannino Pieralisi   | 25-19, 24-26, 25-21, 25-17        |
| 4ª giornata - 19 ottobre 2003 PalaTriccoli, Jesi                    | Giannino Pieralisi | 0 - 3 | Asystel              | 21-25, 15-25, 15-25               |
| 5ª giornata - 22 novembre 2003 PalaTriccoli, Jesi                   | Giannino Pieralisi | 3 - 2 | Vicenza              | 26-28, 25-17, 23-25, 25-21, 15-12 |
| 6ª giornata - 25 novembre 2003 PalaGalassi, Forlì                   | Forlì              | 3 - 0 | Giannino Pieralisi   | 25-22, 25-18, 25-17               |
| 7ª giornata - 30 novembre 2003 PalaTriccoli, Jesi                   | Giannino Pieralisi | 3 - 0 | San Giorgio Sassuolo | 25-12, 25-15, 25-13               |
| 8ª giornata - 7 dicembre 2003 PalaEvangelisti, Perugia              | Sirio Perugia      | 3 - 2 | Giannino Pieralisi   | 25-22, 22-25, 27-25, 23-25, 17-15 |
| 9ª giornata - 14 dicembre 2003 PalaTriccoli, Jesi                   | Giannino Pieralisi | 1 - 3 | Modena               | 26-28, 25-27, 25-17, 15-25        |
| 10ª giornata - 20 dicembre 2003 PalaDionigi, Sant'Angelo in Lizzola | Robursport Pesaro  | 0 - 3 | Giannino Pieralisi   | 21-25, 25-27, 24-26               |
| 11ª giornata - 18 gennaio 2004 PalaTriccoli, Jesi                   | Giannino Pieralisi | 0 - 3 | Bergamo              | 23-25, 18-25, 19-25               |

#### Girone di ritorno
| 12ª giornata - 24 gennaio 2004 PalaBigi, Reggio nell'Emilia         | Reggio Emilia        | 0 - 3 | Giannino Pieralisi | 21-25, 16-25, 23-25               |
| 13ª giornata - 1º febbraio 2004 PalaTriccoli, Jesi                  | Giannino Pieralisi   | 3 - 1 | Olimpia Ravenna    | 25-17, 21-25, 26-24, 25-19        |
| 14ª giornata - 7 febbraio 2004 PalaTriccoli, Jesi                   | Giannino Pieralisi   | 3 - 0 | Chieri             | 25-23, 25-18, 25-11               |
| 15ª giornata - 11 febbraio 2004 PalaDalLago, Novara                 | Asystel              | 3 - 1 | Giannino Pieralisi | 25-23, 25-27, 25-18, 25-17        |
| 16ª giornata - 15 febbraio 2004 Palasport Città di Vicenza, Vicenza | Vicenza              | 0 - 3 | Giannino Pieralisi | 32-34, 21-25, 21-25               |
| 17ª giornata - 29 febbraio 2004 PalaTriccoli, Jesi                  | Giannino Pieralisi   | 3 - 0 | Forlì              | 25-18, 25-22, 25-17               |
| 18ª giornata - 3 marzo 2004 PalaPaganelli, Sassuolo                 | San Giorgio Sassuolo | 1 - 3 | Giannino Pieralisi | 21-25, 25-21, 20-25, 18-25        |
| 19ª giornata - 10 marzo 2004 PalaTriccoli, Jesi                     | Giannino Pieralisi   | 2 - 3 | Sirio Perugia      | 21-25, 19-25, 25-20, 25-23, 13-15 |
| 20ª giornata - 14 marzo 2004 PalaPanini, Modena                     | Modena               | 3 - 2 | Giannino Pieralisi | 25-21, 25-17, 27-29, 26-28, 15-11 |
| 21ª giornata - 21 marzo 2004 PalaTriccoli, Jesi                     | Giannino Pieralisi   | 3 - 0 | Robursport Pesaro  | 25-21, 25-17, 25-23               |
| 22ª giornata - 23 marzo 2004 PalaNorda, Bergamo                     | Bergamo              | 3 - 0 | Giannino Pieralisi | 25-17, 25-17, 25-19               |

#### Play-off scudetto
| Quarti di finale (gara 1) - 27 marzo 2004 PalaTriccoli, Jesi       | Giannino Pieralisi | 3 - 2 | Sirio Perugia      | 28-26, 24-26, 19-25, 25-14, 15-12 |
| Quarti di finale (gara 2) - 30 marzo 2004 PalaEvangelisti, Perugia | Sirio Perugia      | 3 - 2 | Giannino Pieralisi | 30-28, 22-25, 16-25, 25-21, 15-12 |
| Quarti di finale (gara 3) - 31 marzo 2004 PalaEvangelisti, Perugia | Sirio Perugia      | 2 - 3 | Giannino Pieralisi | 22-25, 25-21, 25-21, 22-25, 15-17 |
| Semifinali (gara 1) - 2 aprile 2004 PalaTriccoli, Jesi             | Giannino Pieralisi | 2 - 3 | Bergamo            | 25-17, 17-25, 25-23, 20-25, 12-15 |
| Semifinali (gara 2) - 4 aprile 2004 PalaNorda, Bergamo             | Bergamo            | 3 - 0 | Giannino Pieralisi | 25-23, 25-23, 25-23               |
| Semifinali (gara 3) - 6 aprile 2004 PalaNorda, Bergamo             | Bergamo            | 3 - 0 | Giannino Pieralisi | 25-23, 25-22, 25-19               |

### Coppa Italia

#### Fase a eliminazione diretta
| Quarti di finale - 18 febbraio 2004 PalaNorda, Bergamo | Sirio Perugia | 3 - 2 | Giannino Pieralisi | 25-23, 26-28, 25-22, 21-25, 16-14 |

### Coppa CEV

#### Fase a eliminazione diretta
| Ottavi di finale (andata) - 10 dicembre 2003 PalaTriccoli, Jesi                  | Giannino Pieralisi | 3 - 2 | Villebon           | 20-25, 25-19, 25-13, 23-25, 15-5  |
| Ottavi di finale (ritorno) - 17 dicembre 2003 Le Grand Dôme, Villebon-sur-Yvette | Villebon           | 1 - 3 | Giannino Pieralisi | 15-25, 18-25, 25-21, 19-25        |
| Quarti di finale (andata) - 22 gennaio 2004 PalaTriccoli, Jesi                   | Giannino Pieralisi | 3 - 0 | Bayer Leverkusen   | 25-13, 25-14, 25-16               |
| Quarti di finale (ritorno) - 28 gennaio 2004 Wilhelm-Dopatka-Halle, Leverkusen   | Bayer Leverkusen   | 0 - 3 | Giannino Pieralisi | 20-25, 21-25, 22-25               |
| Semifinali - 6 marzo 2004 PalaFacchetti, Treviglio                               | Giannino Pieralisi | 3 - 1 | Balakovskaja AĖS   | 25-16, 25-27, 25-15, 25-17        |
| Finale - 7 marzo 2004 PalaFacchetti, Treviglio                                   | Giannino Pieralisi | 2 - 3 | Bergamo            | 25-23, 18-25, 20-25, 25-21, 11-15 |

## Statistiche

### Statistiche di squadra
| Competizione | Punti | In casa | In casa | In casa | In trasferta | In trasferta | In trasferta | Totale | Totale | Totale |
| Competizione | Punti | G       | V       | P       | G            | V            | P            | G      | V      | P      |
| ------------ | ----- | ------- | ------- | ------- | ------------ | ------------ | ------------ | ------ | ------ | ------ |
| Serie A1     | 37    | 13      | 8       | 5       | 15           | 6            | 9            | 28     | 14     | 14     |
| Coppa Italia | -     | -       | -       | -       | -            | -            | -            | 1      | 0      | 1      |
| Coppa CEV    | -     | 2       | 2       | 0       | 2            | 2            | 0            | 6      | 5      | 1      |
| Totale       | -     | 15      | 10      | 5       | 17           | 8            | 9            | 35     | 19     | 16     |

G = partite giocate; V = partite vinte; P = partite perse

### Statistiche dei giocatori
| T. Artmenko     | 23 | 160 | 143 | 9   | 8  | 0 | 0  | 0  | 0 | 0 | Statistiche assenti | Statistiche assenti |
| G. Bartolini    | 0  | 0   | 0   | 0   | 0  | - | -  | -  | - | - | Statistiche assenti | Statistiche assenti |
| G. Beccaceci    | 0  | 0   | 0   | 0   | 0  | - | -  | -  | - | - | Statistiche assenti | Statistiche assenti |
| M. De Dominicis | -  | -   | -   | -   | -  | - | -  | -  | - | - | Statistiche assenti | Statistiche assenti |
| G. Genangeli    | 2  | 0   | 0   | 0   | 0  | 1 | 0  | 0  | 0 | 0 | Statistiche assenti | Statistiche assenti |
| M. Leggeri      | 27 | 220 | 139 | 64  | 17 | 1 | 15 | 10 | 4 | 1 | Statistiche assenti | Statistiche assenti |
| E. Lo Bianco    | 27 | 59  | 21  | 26  | 12 | 1 | 2  | 0  | 2 | 0 | Statistiche assenti | Statistiche assenti |
| M. Nagy         | 6  | 19  | 15  | 2   | 2  | - | -  | -  | - | - | Statistiche assenti | Statistiche assenti |
| I. Petkova      | 26 | 143 | 91  | 42  | 10 | 1 | 11 | 8  | 2 | 1 | Statistiche assenti | Statistiche assenti |
| M. Ritschelová  | 27 | 366 | 253 | 100 | 13 | 1 | 17 | 16 | 1 | 0 | Statistiche assenti | Statistiche assenti |
| S. Roll         | 28 | 356 | 305 | 36  | 15 | 1 | 18 | 15 | 1 | 2 | Statistiche assenti | Statistiche assenti |
| M. Szryniawska  | 12 | 5   | 2   | 0   | 3  | 1 | 0  | 0  | 0 | 0 | Statistiche assenti | Statistiche assenti |
| E. Togut        | 13 | 127 | 112 | 8   | 7  | 1 | 0  | 0  | 0 | 0 | Statistiche assenti | Statistiche assenti |
| L. Tom          | 22 | 305 | 241 | 40  | 24 | 1 | 16 | 13 | 2 | 1 | Statistiche assenti | Statistiche assenti |
| D. Wu           | 28 | -   | -   | -   | -  | 1 | -  | -  | - | - | Statistiche assenti | Statistiche assenti |

P = presenze; PT = punti totali; AV = attacchi vincenti; MV = muri vincenti; BV = battute vincenti